# Orange (station de sports d'hiver)
Pour les articles homonymes, voir Orange.
 (mai 2025).
Si vous disposez d'ouvrages ou d'articles de référence ou si vous connaissez des sites web de qualité traitant du thème abordé ici, merci de compléter l'article en donnant les références utiles à sa vérifiabilité et en les liant à la section « Notes et références ».
Orange ou Orange-Montisel est un village et une base de loisirs familiale française située sur les communes de Saint-Sixt et la Roche-sur-Foron, au-dessus de la vallée de l'Arve, en Haute-Savoie (Auvergne-Rhône-Alpes). 

## Géographie
Orange est un hameau de la Roche-sur-Foron, en Haute-Savoie, à une altitude de 1100 à 1 170 mètres tandis que Montisel est situé sur la commune de Saint-Sixt. Malgré sa faible altitude, Orange bénéficie d'un bon enneigement tout au long de la saison, d'une part grâce à sa situation en bordure du plateau des Bornes et au pied du massif du même nom, sur le versant occidental de la montagne de Cou qui bénéficie d'un climat favorable.

## Activités
Orange est à l'origine une petite station de sports d'hiver familiale, située au cœur du Pays Rochois, idéale pour les enfants ou les skieurs débutants. Depuis 2013, la station de ski a fermé ses portes. On y pratique encore le ski nordique, Orange faisant partie du domaine de ski de fond du Pays Rochois, avec Arbusigny et La Chapelle-Rambaud. Transformée en base de loisirs l'été, il est possible d'y pratiquer de nombreuses activités ludiques comme la luge d'été, le minigolf, le mini-kart électrique, le Tubby ou les châteaux gonflables pour les plus petits.
Nombreux départs de randonnée depuis Orange vers les sommets de Cou, Sous Dine, Roche Parnal...

### Sports d'hiver
Les remontées mécaniques et les pistes de ski alpin qui se trouvent sur la commune de Saint-Sixt ont fermé en 2013. Le domaine nordique se trouve sur la commune de la Roche-sur-Foron.
22 km de pistes de ski de fond répartis de la manière suivante :
- 5 km de piste rouge
- 5 km de piste bleue
- 3 km de piste verte

Orange fait partie du vaste domaine de ski de fond du Pays Rochois, avec ses 140 km de pistes.
- Raquette
- Luge

### Activités estivales
- Randonnées pédestres
- Bob-luge d'été
- Minigolf
- Châteaux gonflables